# HD 131399
HD 131399は、地球からケンタウルス座の方向に約350光年離れた位置にある7等級の連星系である。
見かけの明るさは7.08等級であるが、地球との間にある星間塵の影響で実際の明るさよりも0.22 ± 0.09等級減光している。最も明るい主星は太陽よりも大きなA型主系列星であり、その周囲を2つの低質量の伴星が公転している。木星クラスの太陽系外惑星が主星の周囲を公転しているとされていたが、現在では太陽系外惑星ではないことが分かっている。

## 連星系
HD 131399系で最も明るい主星は「HD 131399 A」と呼ばれている。スペクトル分類がA1V型のA型主系列星であり、太陽の約2倍の質量を持つ。一方で2つの低質量の伴星は「HD 131399 B」および「HD 131399 C」と呼ばれている。伴星BはG型星、伴星CはK型星であり、両者共に質量は太陽よりも小さい。連星系は形成されてから約2190万年が経過しているとみられている。ワシントン重星カタログではここでの伴星Bと伴星Cをそれぞれ「Ba」と「Bb」としており、主星Aから33.2秒角離れたところにある別のA3III型の前主系列星を「HD 131399 C」として掲載されているが、3.2秒角であった20世紀の主星Aからの距離の変化から、この「伴星C」は HD 131399 系と重力で結合していない見かけの重星であるとされている。
伴星BとCは非常に接近しており、両者は約 10 au離れた軌道を互いに公転しあっている。一方でこのBとCのペアは主星から349 au離れた軌道を公転しており、離心率は0.13で、約3,600年かけて軌道を一周している。
ある研究論文では、主星Aの周囲に軌道長半径が約 0.12 auの傾いた軌道を約9.92日の周期で公転している、太陽の0.43倍の下限質量を持った低質量の恒星とみられる伴星が存在することが視線速度の観測結果から示されている。主星Aは射影自転速度が非常に遅く、スペクトル中に特異な化学的特性がみられると予想されていたが、恐らくまだ若い恒星であることによりスペクトルは比較的正常なものになっているので「初期のAm星」であると説明されている。

## 惑星系
2016年7月、科学雑誌サイエンスに HD 131399 Ab と名付けられた大質量の太陽系外惑星の発見を主張する研究論文が掲載された。この天体は、ヨーロッパ南天天文台 (ESO) の超大型望遠鏡VLTに搭載されている観測装置SPHEREを使用して得られた画像から発見された。木星の4倍の質量を持つスペクトル分類がT型の天体であるとされていたが、軌道が不安定なため主星が赤色巨星から白色矮星の段階へ進化する間に連星系から離脱してしまうと考えられていた。この惑星とされた天体は、SPHEREによって発見された最初の太陽系外惑星候補だった。この天体の発見に繋がったSPHEREが撮影した画像は、2つの別々の観測から作成されたもので、1つは3個の恒星を画像化するための観測で、もう1つは微かな惑星候補天体を検出するための観測である。この発見後、発見を促した掃天観測 the Scorpion Planet Survey にちなんで、観測チームは主星である連星系を Scorpion-1、惑星を Scorpion-1b と非公式に命名した。
しかし2017年5月、ジェミニプラネットイメージャーによって行われた観測とSPHEREのデータの再分析から、惑星とされたこの天体が実際には背景にある無関係な恒星であることを示唆する研究結果が公表された。この研究で、HD 131399 Ab とされていた天体のスペクトルは最初に考えられていたT型の天体のものではなく、K型主系列星またはM型主系列星（赤色矮星）に見られるスペクトルの様に見えることが判明した。また、最初は HD 131399 系と連動して移動しているとされていたが、これは HD 131399 Ab とされた天体自身も 12.3 ミリ秒/年という大きな固有運動を持って HD 131399 系と似た経路で移動していることが原因だった（固有運動が速い恒星の上位4%に入る）。この報告を受けて、太陽系外惑星エンサイクロペディアでは惑星の現況を Retracted（撤回）に変更して確認済みの太陽系外惑星の一覧から除外し、NASA Exoplanet Archiveも該当の個別ページを削除した。そして2016年に HD 131399 Ab の発見を報告した研究チームも HD 131399 系と HD 131399 Ab とされた天体に明確な視差の違いがみられたことで、この天体が HD 131399 系とは地球からの距離が大きく異なっていることを確認し、2022年4月に発見論文の正式な撤回を表明した。

### 考えられていた特徴
当時 HD 131399 Ab は形成から約1600万年が経過しており、質量は 4 ± 1 木星質量 (MJ) 、表面温度は 850 K (577 ℃) であると考えられ、直接観測によって発見された惑星の中では最も低温で低質量な太陽系外惑星の1つとされていた。近赤外線分光法（波長域 1.4 - 1.6 μm）を用いた観測では、その大気中に水とメタンの両方が含まれていることが示されていた。ガスで構成された巨大惑星であるとされ、大気内では鉄が凝結して雨として降り注いでいる可能性があるとされた。公転周期は400年から700年とされていたが、連星系全体の位置関係や運動が複雑なため、軌道上の位置によってはいずれかの恒星が空に見え続ける期間、すなわち昼の期間が100年から140年も続く事になる特異な惑星であるとされていた。
| 名称 （恒星に近い順） | 質量     | 軌道長半径 （天文単位） | 公転周期 (年) | 軌道離心率  | 軌道傾斜角 | 半径 |
| --------------------- | -------- | ----------------------- | ------------- | ----------- | ---------- | ---- |
| b (撤回)              | 4 ± 1 MJ | 55 - 105                | 400 - 700     | 0.35 ± 0.25 | 40+80 −20° | —    |

## ギャラリー

SPHEREによって撮影されたHD 131399系。左上が主星A、右下が伴星BとC。そして中央左に見えるのが惑星と思われた背景の恒星である。
HD 131399 Aを公転している惑星であると考えられていた頃に描かれたHD 131399 Abの想像図、奥には2つの伴星も描かれている
- 当時考えられていた HD 131399 Ab を含む連星系の動きを示したアニメーション動画